# Rick Grimes

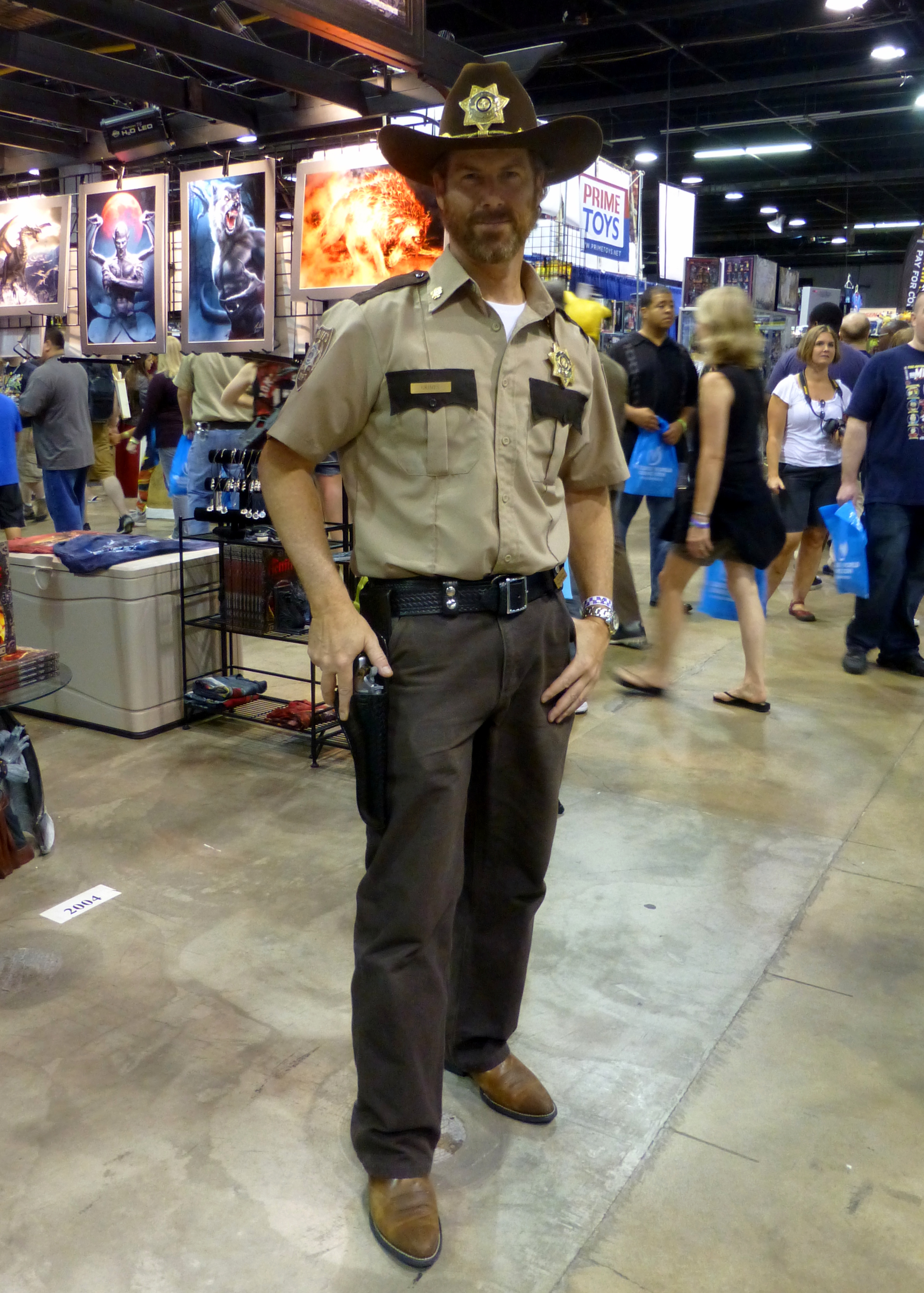
En cosplayer klädd i Rick Grimes polisuniform.

Rick Grimes är en fiktiv figur och huvudpersonen i serietidningen The Walking Dead, och i TV-serien med samma namn, där han spelas av Andrew Lincoln. Figuren skapades av författaren Robert Kirkman och konstnären Tony Moore, och debuterade i The Walking Dead # 1 2003. Rick Grimes är vicesheriff i en småstad och har en son, Carl, och makan Lori. När The Walking Dead börjar vaknar han upp ur sin koma efter en livshotande skottskada och finner att världen har tagits över av zombies, eller "vandrare" som de kallas i berättelsen.
I serietidningen hade Rick flest framträdanden tills han dödades i nummer 192 år 2019. I båda medierna vaknar Rick upp från koma i apokalypsen och söker efter Lori och Carl och hittar dem i Atlanta-lägret med sin bästa vän, Shane Walsh. Rick blir sedan gruppens ledare. Även om Rick snabbt vänjer sig vid tanken på att döda vandrare behåller han sin moral gentemot de levande, vilket sätter honom i strid med Shane. Ricks moral testas ständigt när han ska skydda sin familj och vänner. Med tiden minskar hans moral långsamt efter flera konflikter med andra överlevande och han blir "kallare" gentemot sina fiender.
Lincoln fick rollen i april 2010 och Kirkman kände att han var ett "fantastiskt fynd". Som förberedelse för rollen sökte Lincoln inspiration från Gary Cooper i sitt arbete i filmen Sheriffen (1952), samt TV-serien Breaking Bad. Lincoln har fått ett gott mottagande för sin framställning av karaktären och har nominerats till flera priser och vunnit en Saturn Award för bästa skådespelare på TV år 2015.